# فهرست تکنیک‌های ساختمان کم‌مصرف
ساختمان‌های کم‌مصرف شامل ساختمان‌های انرژی صفر، خانه‌های غیرفعال و ساختمان‌های سبز می‌باشد که از تعداد زیادی از تکنیک‌های کاهش مصرف انرژی استفاده می‌کنند.
فهرست زیر برخی از این تکنیک‌ها را به استثناء میکروجنریشن بیان می‌کند:

## بهبود و پیشرفت پوسته ساختمان
- بهره‌وری از پوسته روز فعال
- سیستم بارا
- انحراف نور با سیستم سولیل برایز
- بام سرد و بام سبز
- روزروشن
- خانه دو پوسته
- زمین پناه
- خانه‌های انرژی مثبت
- نور فلورسنت، لامپ فلورسنت فشرده، و چراغ ال ای دی
- تاریخچه سامانه غیرفعال خورشیدی
- خانه کم مصرف
- روز روشن کنش پذیر
- خانه غیرفعال
- سامانه غیرفعال خورشیدی
- خورشیدی کنش پذیر
- انرژی خورشیدی
- عایق سازی بهینه
- پایایی
- معماری پایدار
- دیوار ترومب
- بادگیر
- ساختمان مصرف انرژی صفر

## بهبود سیستم حرارتی، سرمایشی، تهویه و آب گرم
- برودت جذبی
- ژئوترمال خورشیدی سالانه
- لوله‌های خنک‌کننده زمین
- پمپ گرمائی ژئوترمال
- تهویه بازیابی حرارتی
- بازیافت حرارت آب گرم
- خنک‌کننده غیرفعال
- حرارت تجدیدپذیر
- سیستم ذخیره‌سازی انرژ حرارتی فصلی
- تهویه مطبوع خورشیدی
- آب گرم خورشیدی

## سیستم‌های رتبه بندی انرژی
- درجه‌بندی انرژی خانگی (استرالیا)
- درجه‌بندی انرژی خانگی (آمریکا)
- درجه‌بندی انرگاید (کانادا)
- درجه‌بندی انرژی خانگی ملی (انگلستان)
- رهبری لید در طراحی محیطی و انرژی